# Town 'n' Country
Town 'n' Country è una città dello stato americano della Florida, nella contea di Hillsborough.